# Hnivan
Hnivan (ukrainsk: Гнівань) er en by i det vestlige Ukraine. Byen ligger ca. 19 km sydvest for byen Vinnytsja ved floden Sydlige Buh. Den har 12.191 (2022) indbyggere og ligger i Vinnytska rajon i Vinnytska oblast.